# Unhošť
Unhošť è una città della Repubblica Ceca facente parte del distretto di Kladno, in Boemia Centrale.